# Óscar Tulio Lizcano
 (octobre 2016).
Óscar Tulio Lizcano González est un homme politique colombien né en 1947, et membre du Parti conservateur colombien. Il a été élu représentant du département de Caldas, qui est aussi le poste occupé par son fils depuis 2006.
Lizcano a été détenu par des membres du front Aurelio Rodríguez des FARC le 5 août 2000 dans la ville de Riosucio et a été considéré par la guérilla comme un prisonnier « échangeable » dans un éventuel accord humanitaire entre les FARC et le gouvernement.
En avril 2008, la sénatrice Piedad Córdoba présenta une vidéo comportant une preuve de vie de Lizcano s'adressant au président Álvaro Uribe et lui demandant d'œuvrer en faveur d'un accord humanitaire. 
Le 26 octobre 2008, les médias ont annoncé que Lizcano avait récupéré sa liberté en réussissant à s'enfuir, dans le département colombien du Chocó avec l'aide d'un guérillero portant le pseudonyme de Izasa.
En 2009, il publie le livre  Años en Silencio (Des années de silence) qui raconte ses années de détention par les FARC.